# Kyogon Hagiyama
Kyogon Hagiyama (Japonés: 萩山 教嚴;  Hepburn: Hagiyama Kyōgon?,  20 de marzo de 1932-13 de octubre de 2015), fue un político japonés del Partido Liberal Democrático, miembro de la Cámara de Representantes en la Dieta de Japón. Nativo de Himi y graduado de la Universidad de Ritsumeikan, fue elegido miembro de la asamblea de la Prefectura de Toyama por primera vez en 1971. Desde 1979 a 1986 se lanzó cuatro veces como candidato a la Cámara de Representantes, aunque sin éxito. Fue elegido por primera vez en 1990.